# Gynacantha laticeps
Gynacantha laticeps – gatunek ważki z rodziny żagnicowatych (Aeshnidae). Występuje na terenie Ameryki Północnej i Południowej; stwierdzony w Meksyku (stan Veracruz), Kostaryce i Brazylii, prawdopodobnie występuje też w Wenezueli.
Gatunek ten opisał w 1923 roku Edward Bruce Williamson. Jako miejsce typowe wskazał stan Minas Gerais w Brazylii. 